# Lycalopex ensenadensis
Lycalopex ensenadensis es una especie extinta de zorro del género Lycalopex que habitó en el Cuaternario en el centro-este del Cono Sur sudamericano.

## Taxonomía
Lycalopex ensenadensis fue descrito originalmente en el año 1888 por el científico autodidacta, naturalista, climatólogo, paleontólogo, zoólogo, geólogo y antropólogo argentino Florentino Ameghino, bajo el nombre científico: Canis ensenadensis.
Localidad tipo
El holotipo fue exhumado del perfil estratigráfico designado como “formación Ensenada”, de la edad Ensenadense (Pleistoceno temprano-medio), al efectuar las obras de la construcción del puerto de la ciudad de La Plata, en un sector correspondiente a la localidad de Ensenada, en el partido homónimo, al nordeste de la provincia de Buenos Aires, centro-este de la Argentina.
Holotipo
El ejemplar holotipo fue catalogado con el código: MLP 10-56. Fue descrito sobre la base de una mandíbula con p1-m2 derechos y c (roto) p2-m1 y alvéolos de los m2-3 izquierdos. Se encuentra depositado en el museo de ciencias naturales de La Plata, situado en la ciudad de La Plata, capital de la provincia argentina de Buenos Aires.
Reasignación genérica
La posición sistemática de esta especie ha sido debatida por varios autores, sobre todo en cuanto a su asignación genérica. En su tesis doctoral del año 1994, Walter D. Berman lo escindió del género Canis Linnaeus y lo transfirió al género Dusicyon ‘‘sensu lato’’ Hamilton Smith.
Análisis filogenéticos posteriores cambiaron la nomenclatura de los zorros sudamericanos; adjudicando al género Dusicyon sólo dos especies: D. australis (D. Kerr) —la especie tipo— y un taxón fósil (D. avus Burmeister). En este contexto, la validez y posición sistemática de este zorro debía ser revisada, lo cual hicieron los especialistas M. A. Ramírez y Francisco J. Prevosti, analizando sus medidas mandibulares y dentales, así como su morfometría geométrica. Como resultado el taxón fue reafirmado como especie válida y transferido al género (también viviente) Lycalopex.